# Aligot de les Galápagos
L'aligot de les Galápagos (Buteo galapagoensis) és una espècie d'ocell de la família dels accipítrids (Accipitridae). Habita garrigues i camps de lava de les illes Galápagos. El seu estat de conservació es considera vulnerable.